# Enneacampus kaupi
Enneacampus kaupi es una especie de pez de la familia Syngnathidae en el orden de los Syngnathiformes.

## Morfología
Los machos pueden alcanzar 20 cm de longitud total.

## Reproducción
Es ovovivíparo y el macho transporta los huevos en una bolsa ventral, la cual se encuentra debajo de la cola.

## Hábitat
Es un pez  demersal y de clima tropical  que vive entre 10-13 m de profundidad.

## Distribución geográfica
Se encuentra en África: desde Liberia hasta el río Banana (República Democrática del Congo ).